# Luxembourg-palota
A Luxembourg-palota Párizs 6. kerületében, a Rue de Vaugirard 15. szám alatt található. Eredetileg a francia mérnök, Salomon de Brosse tervei alapján építették (1615-1645) Medici Máriának, XIII. Lajos anyjának mint királyi rezidenciát. A nagy francia forradalom után az épületet átalakították. Megnagyobbították, illetve eredeti funkciója helyett jogalkotási intézményként üzemelt. 1958 óta az Ötödik Köztársaság Szenátusának székhelye.
A palotától közvetlen nyugatra található a Petit Luxembourg, amely jelenleg a szenátus elnökének rezidenciájaként funkcionál. Tovább haladva nyugat felé a Luxembourg Múzeumot találjuk az egykori narancsliget épületében. Délre a Luxembourg-kert 25 hektáros zöldterületében gyönyörködhetünk, mely dísztavakkal és szobrokkal van díszítve.

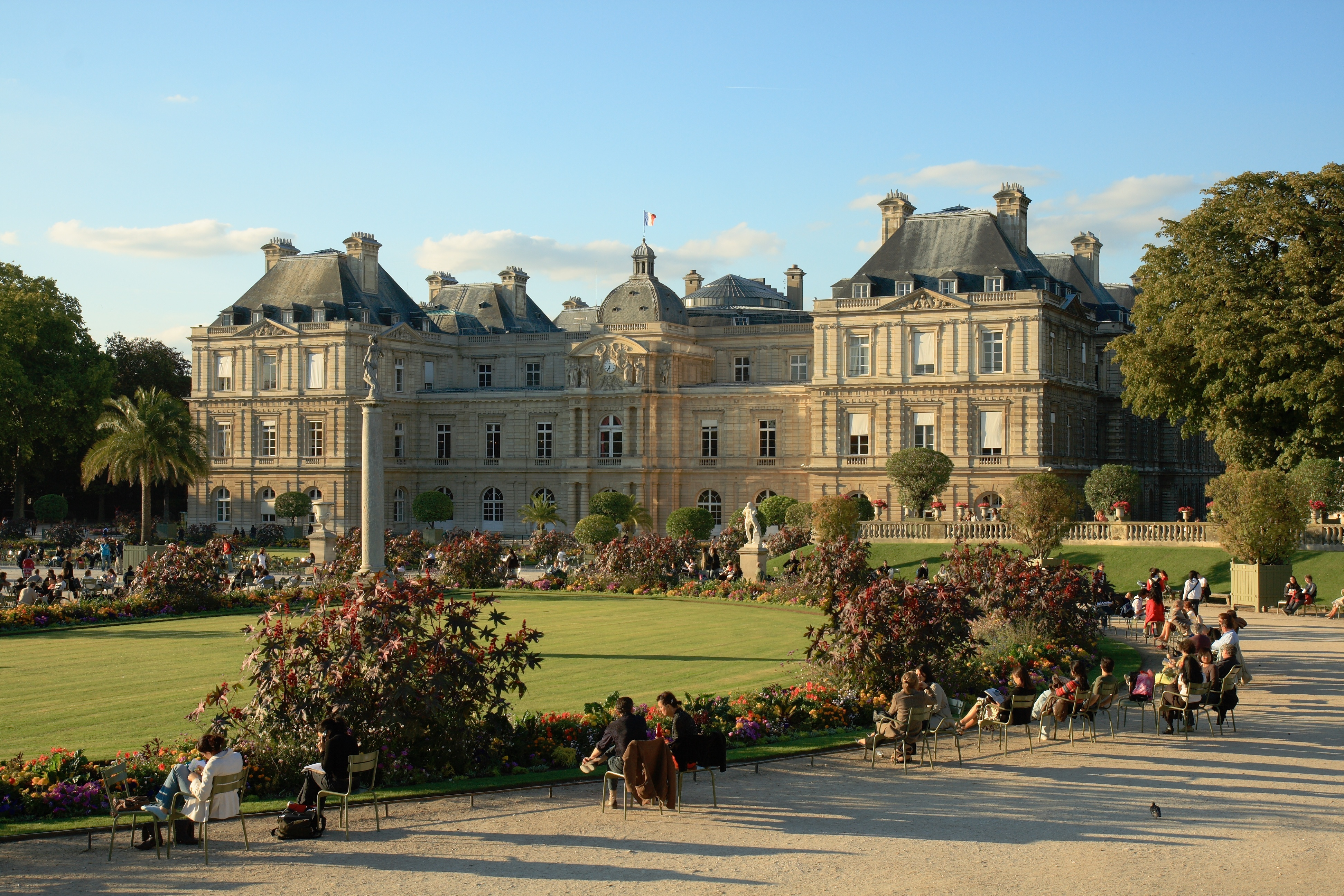
A Luxembourg Palota

## A palota mint királyi rezidencia

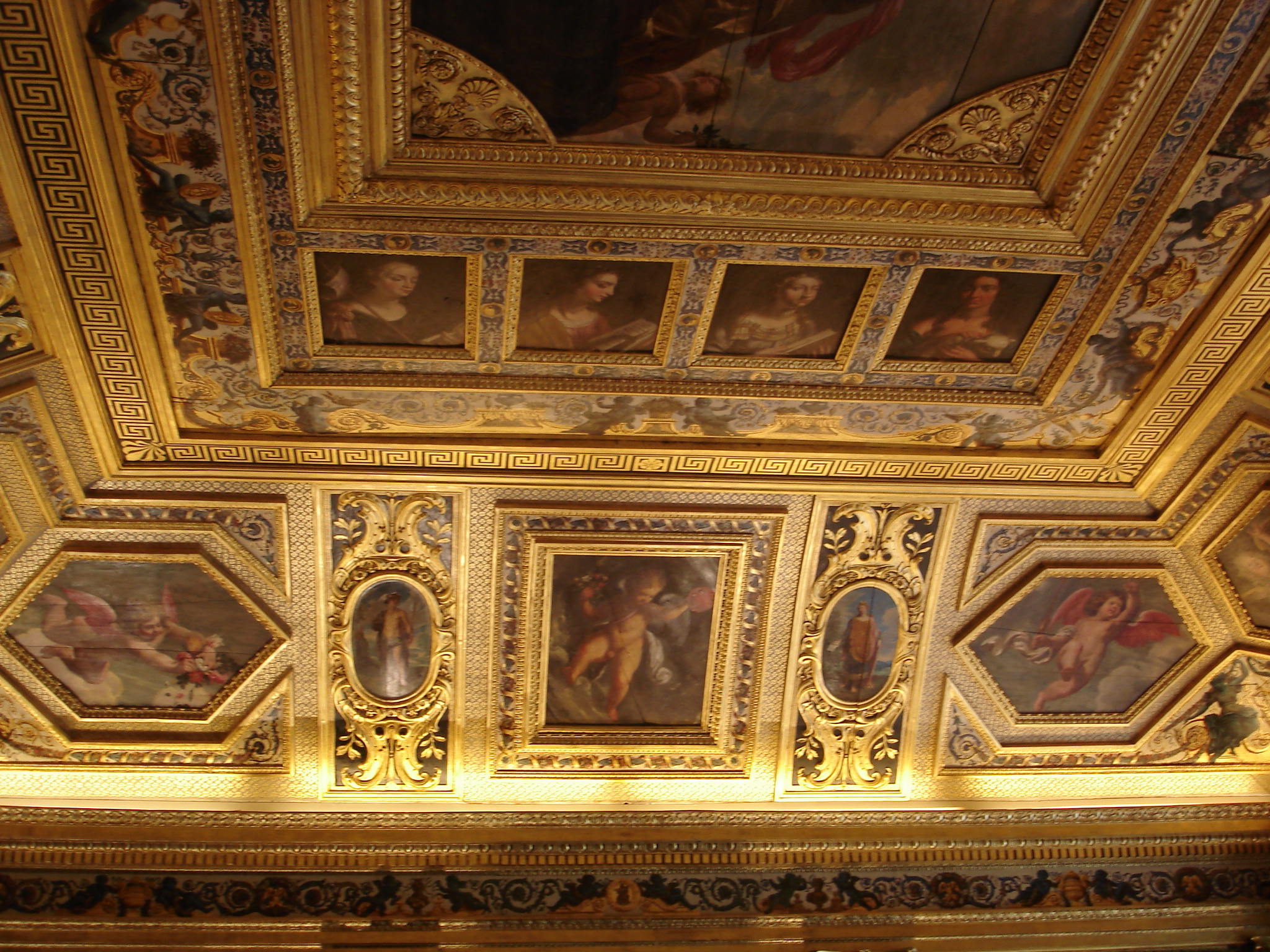
Salle du Livre d'Or

IV. Henrik halála után özvegye, Medici Mária lett régens uralkodó fia, XIII. Lajos helyett. Magas rangú pozíciójának megfelelő rezidenciát szerette volna magának. Olaszországi palotájukhoz (a firenzei Palazzo Pitti) hasonló épületegyüttest kívánt építtetni, ezért mérnököket küldött Firenzébe, hogy készítsenek részletes feljegyzéseket a palotáról. 1612-ben megvásárolta a mai palota területét, majd 1615-ben meg is kezdődtek az építkezési munkálatok, innentől a régens már Palais Médicisként („Medici-palota”) emlegette. Az összes külső, illetve belsőépítészeti kialakítás, valamint a bútorok, műtárgyak és festmények mind Medici Mária egyéni ízlésének megfelelően lettek kialakítva, összegyűjtve, bár az átalakításoknak köszönhetően a mai napra már alig maradtak meg a palota eredeti kialakítású helyiségei, ez alól kivételt képez a Salle du Livre d’Or. Már 1625-ben, míg a belső munkálatok még javában folytak, az uralkodói család beköltözött az épületbe. A palota egyik kiemelkedő része volt az ún. Galerie de Rubens, ahol a királynő kérésére a világhírű Peter Paul Rubens által a régens életének jelentős pillanatait megörökítő festménykollekció volt található, ezek a remekművek ma a Louvre-ban tekinthetők meg.
Medici Mária halálát követően a kastély rengeteg tulajdonos kezén ment keresztül, de a leghíresebb tulajdonosai XIV. Lajos és Madame de Berry lehettek. Madame de Berry híres volt a fényűző partijairól, illetve a nem túlzottan nélkülöző életmódjáról. A palotában, illetve a kertben is számtalan, a test gyönyörei köré épített lakomát tartott. A Luxembourg-palotában fogadta többek közt Nagy Péter orosz cárt is.

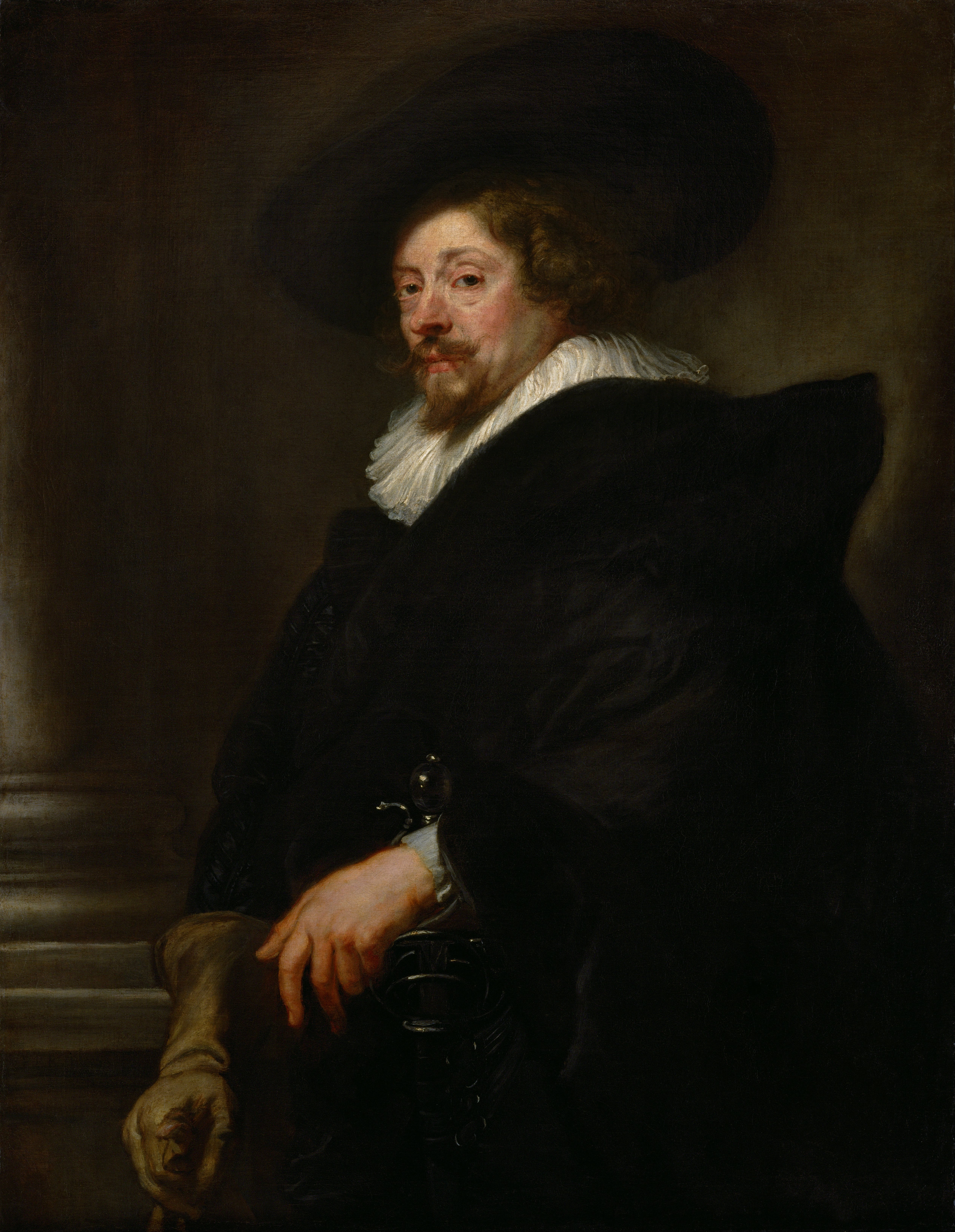
Peter Paul Rubens

A palota funkciója is gyakorta változott a történelem során. Rövid ideig múzeum volt, úgy említik, mint a Louvre elődje 1750 és 1779 között. A forradalom alatt szolgált börtönként is, majd az első francia köztársaságot irányító öttagú igazgatóság székhelye lett. Később pedig Bonaparte Napoleon rezidenciájaként is funkcionált.

## A palota mint jogalkotási intézmény
1799-től Jean Chalgrin tervei alapján alakították át a palotát rezidenciából közintézménnyé. Többek közt lebontatta a központi nagy lépcsőházat, ahelyett kialakították a szenátus termét az első emeleten. Chalgrin úgyszintén bezáratta a szomszédos teraszokat, így helyet teremtve egy könyvtár számára.
1835-ben új átépítések kezdődtek Alphonse de Gisors vezetésével, mely során az eredeti állapotokat próbálták replikálni. Az új szenátusi terem a Salle des Conférences és a könyvtár közötti egykori udvar területén lett kialakítva. Az új szárnyban kialakításra került egy könyvtár, melyet Eugène Delacroix festményei díszítenek. A Salle de Conférences III. Napoleon császár kérésére egy igen reprezentatív, erősen díszített fogadóterem lett, mely jelképezte a Második Birodalom stílusát.
Párizs német megszállásának idején Hermann Göring elfoglalta a palotát, és megtette a Luftwaffe franciaországi parancsnokságának. Saját magának, illetve Hugo Sperrlének is kialakítottak egy-egy saját lakosztályt a palotában, így ők a háború nagy részét ebben a királyi környezetben töltötték.

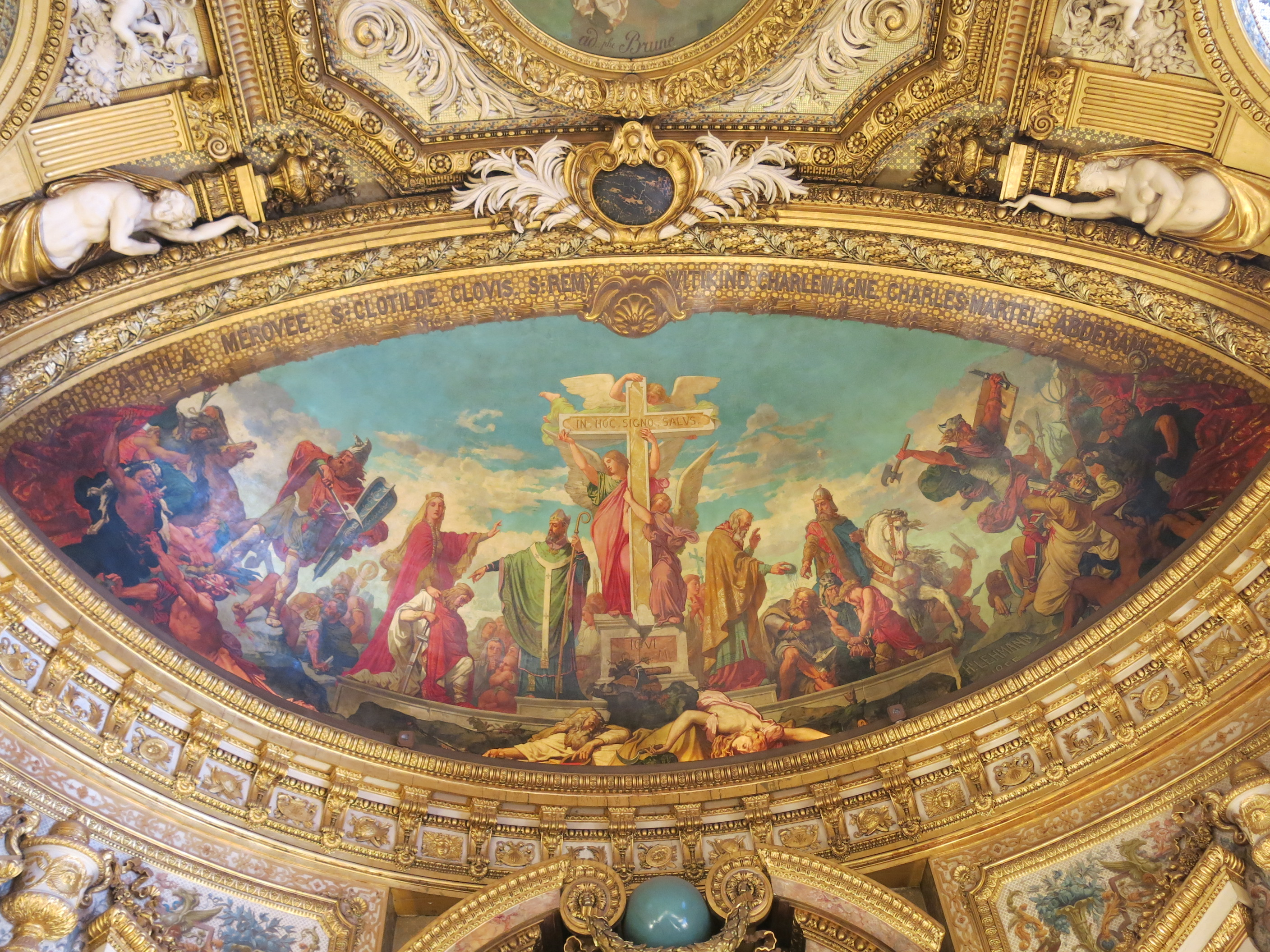
A Salles dés Conférences mennyezete

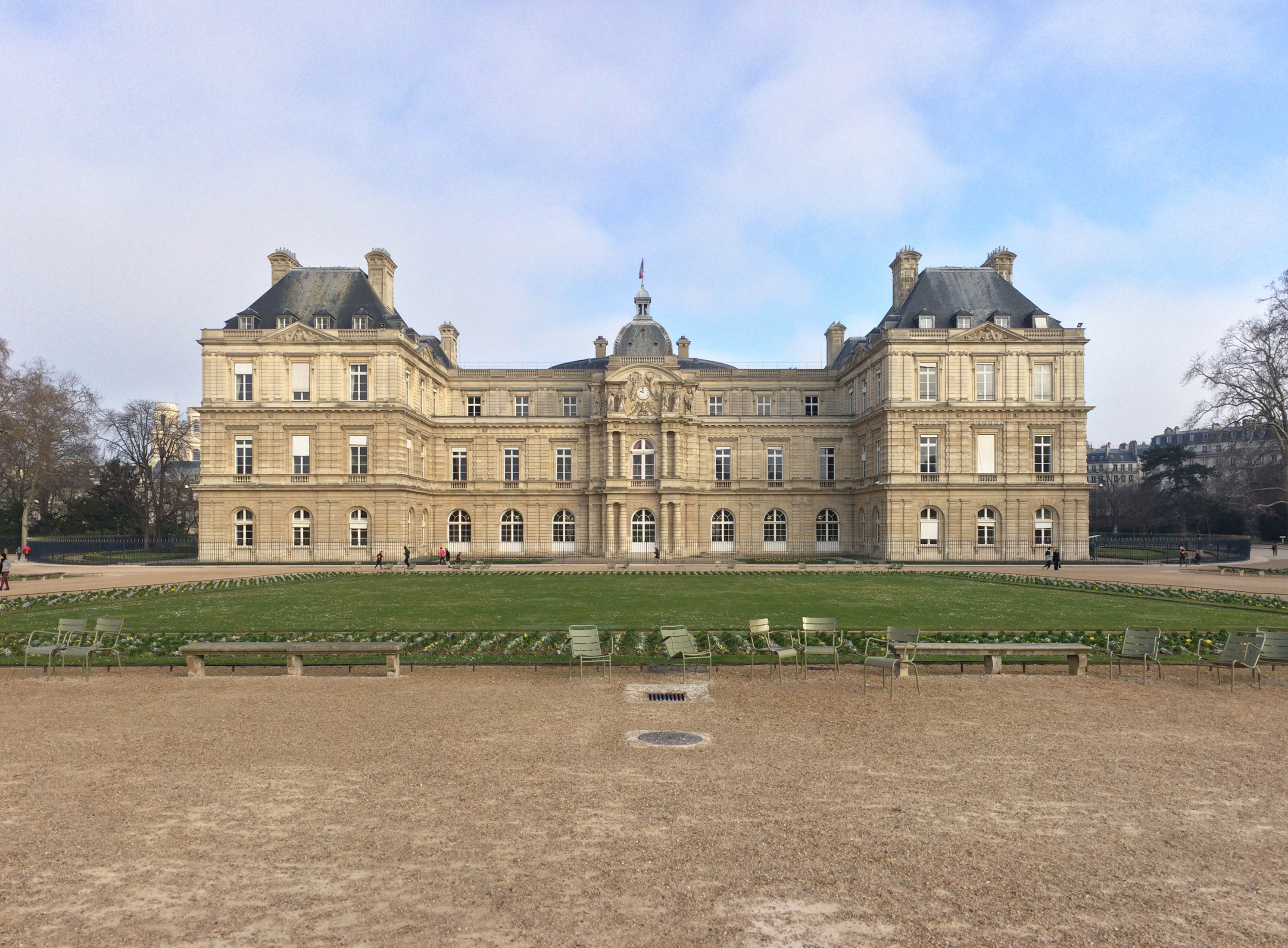
A Luxembourg Palota

A palota a német erők egyik fő pontjaként volt nyilvántartva az 1944. augusztusi szövetséges visszafoglalás során, de Dietrich von Choltitz szerencsés döntésének köszönhetően inkább feladták a várost, mint hogy harcoljanak a szövetségesekkel. Így a palota minimális sérülésekkel vészelte át a háborút. 1946. július 29-től október 15-ig a Luxembourg-palota adott otthont a Párizsi békekonferencia egyeztetéseinek.

## Fordítás
Ez a szócikk részben vagy egészben  a   Luxembourg Palace című angol Wikipédia-szócikk ezen változatának fordításán alapul.  Az eredeti cikk szerkesztőit annak laptörténete sorolja fel. Ez a jelzés csupán a megfogalmazás eredetét és a szerzői jogokat jelzi, nem szolgál a cikkben szereplő információk forrásmegjelöléseként.